# ريان بليني
ريان بليني (بالإنجليزية: Ryan Blaney)‏ هو سائق سيارة سباق أمريكي، ولد في 31 ديسمبر 1993 في كورتلاند في الولايات المتحدة.

## وصلات خارجية
- الموقع الرسمي
- ريان بليني على موقع Racing-Reference.info (الإنجليزية)
- ريان بليني على موقع DriverDB.com (الإنجليزية)